# Мејденхед
Мејденхед (енгл. Maidenhead) је град у Уједињеном Краљевству у Енглеској. Према процени из 2007. у граду је живело 59.621 становника.

## Становништво
Према процени, у граду је 2008. живело 59.621 становника.
| 1981.  | 1991.  | 2001.  |
| ------ | ------ | ------ |
| 59,809 | 59,605 | 58,848 |